# Artista callejero

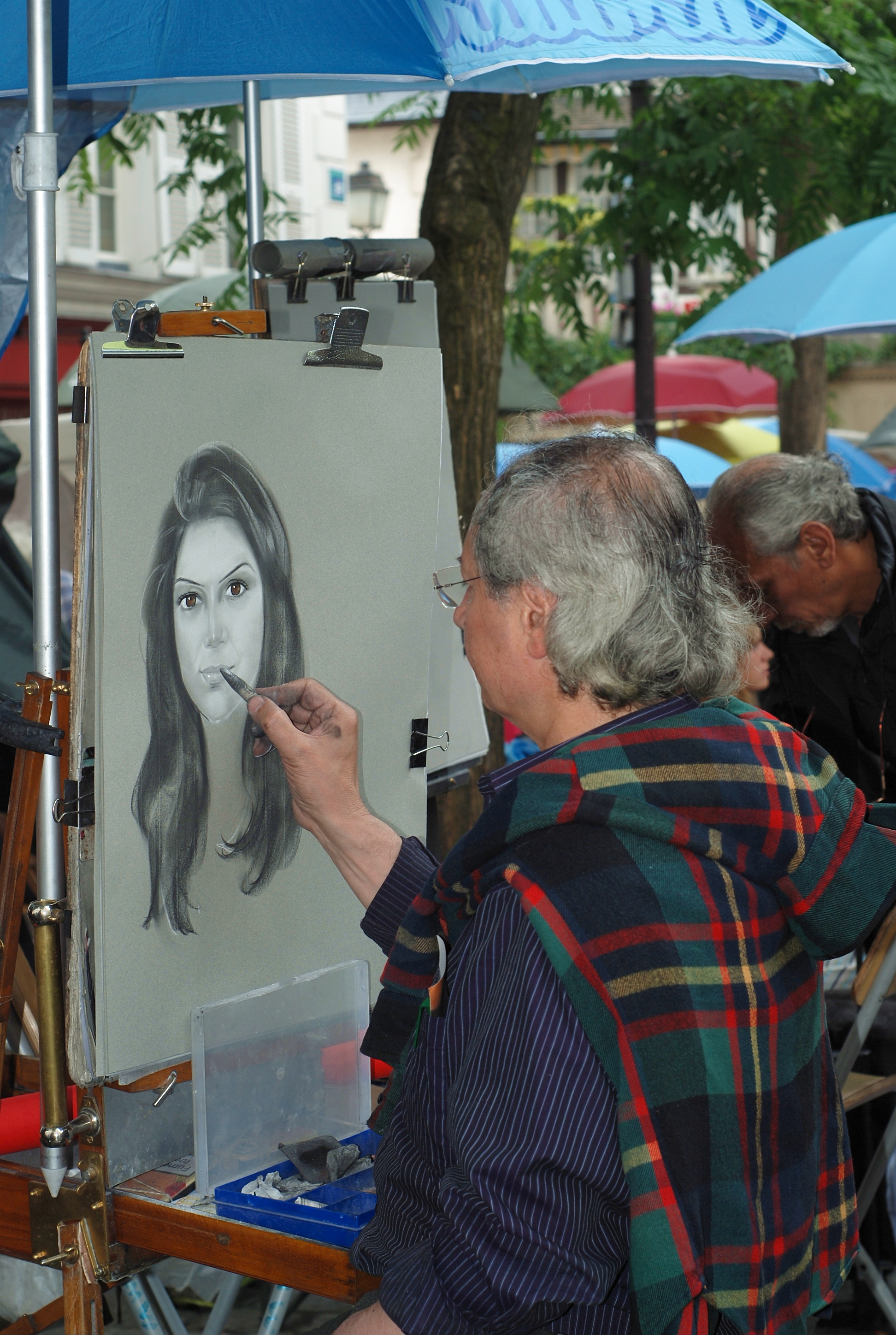
Place du Tertre, París

Un artista callejero es una persona que desarrolla sus actividades artísticas en público, normalmente en calles y plazas. Estos artistas pueden ser retratistas, caricaturistas o artesanos de otro tipo. El término además puede incluir a malabaristas, cantantes, acróbatas, estatuas vivientes, actuaciones teatrales en la calle, etc. Estas actividades se remuneran con dinero, y en muchos sitios se requiere licencias que sirven para regular sus actividades.
En Nueva York, los artistas callejeros tienen un grupo de abogados que ha ganado varios juicios sobre sus derechos de expresión.

## Galería de imágenes

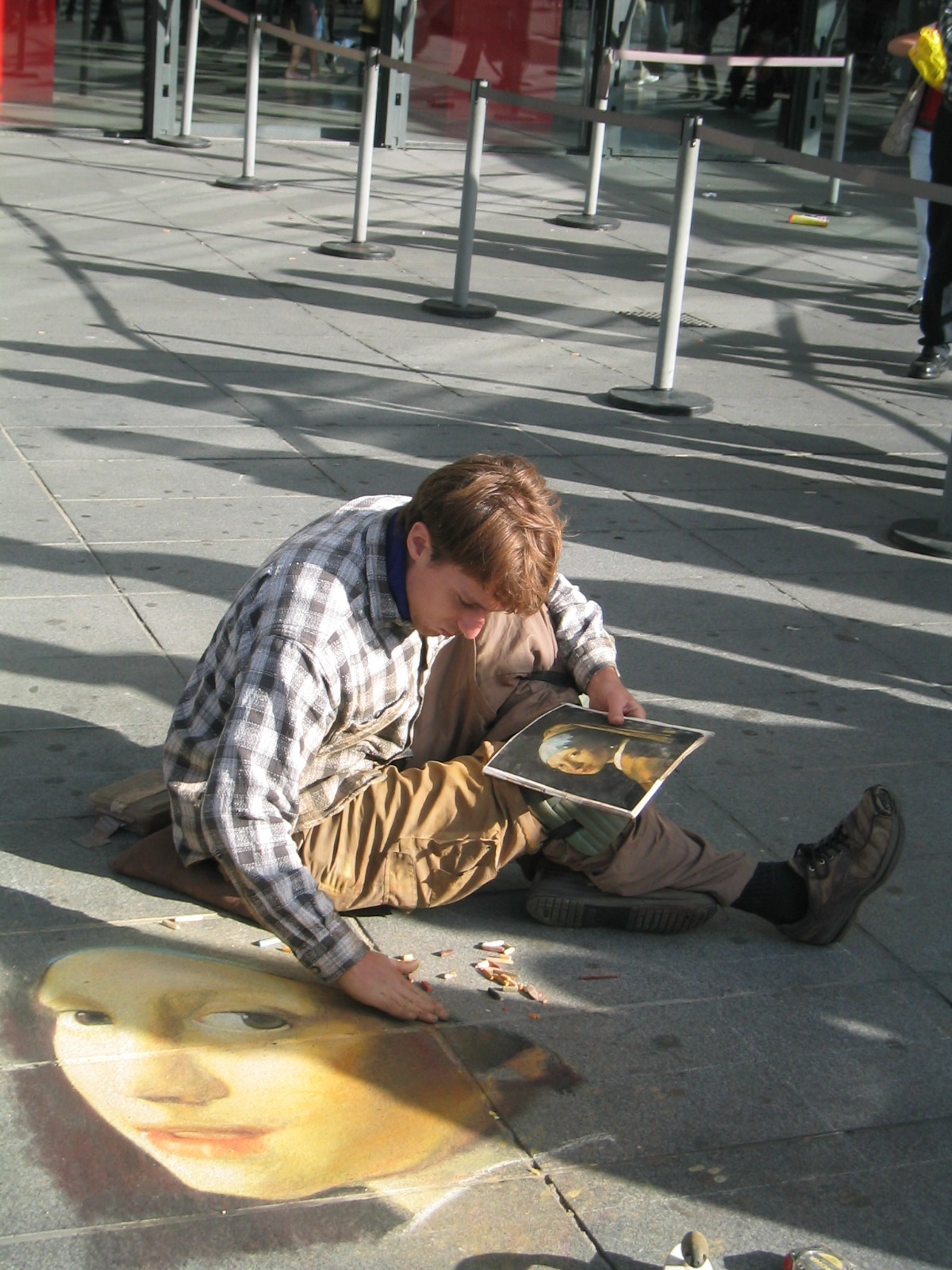
Pintor callejero en París, Francia.
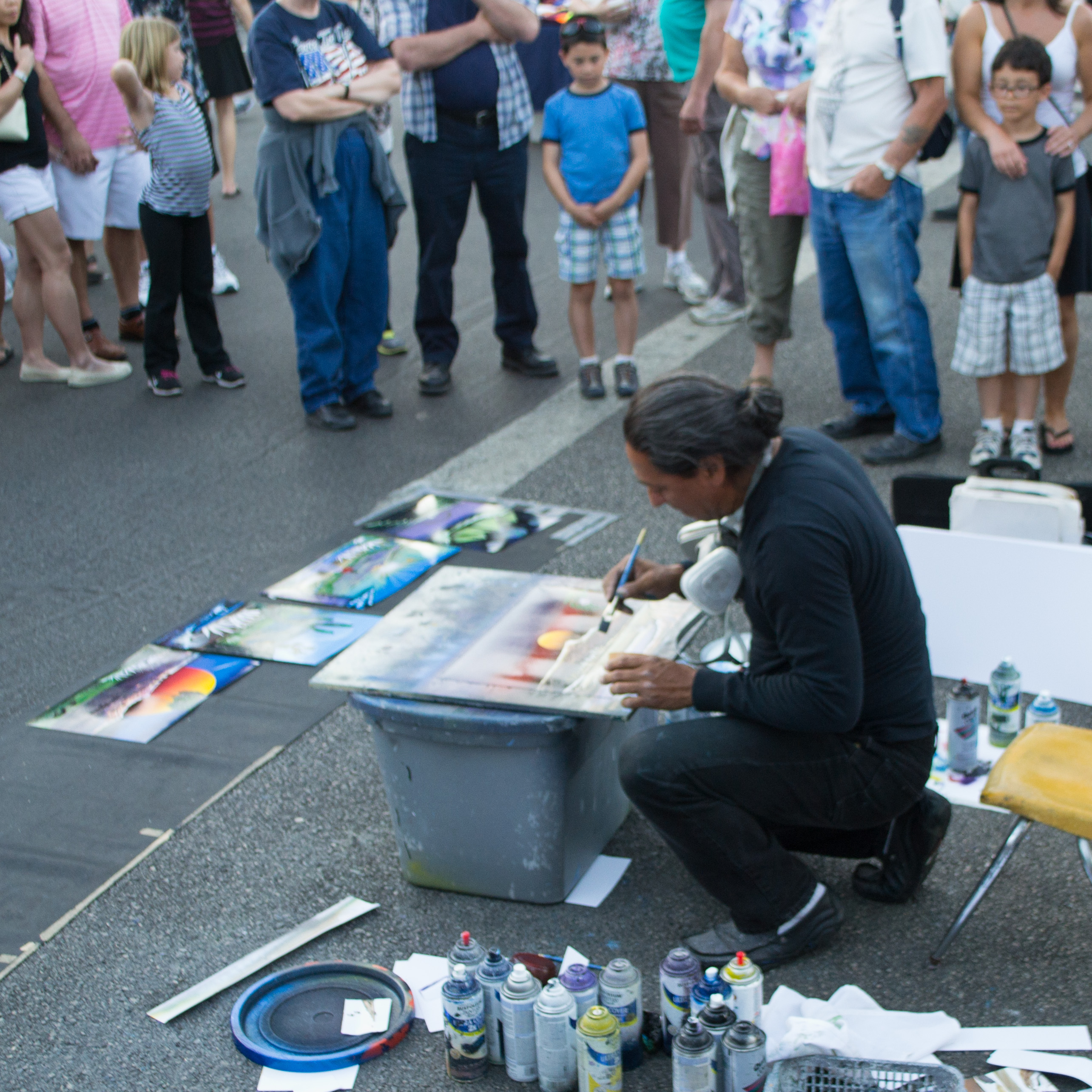
Artista callejero en Palm Springs, USA.
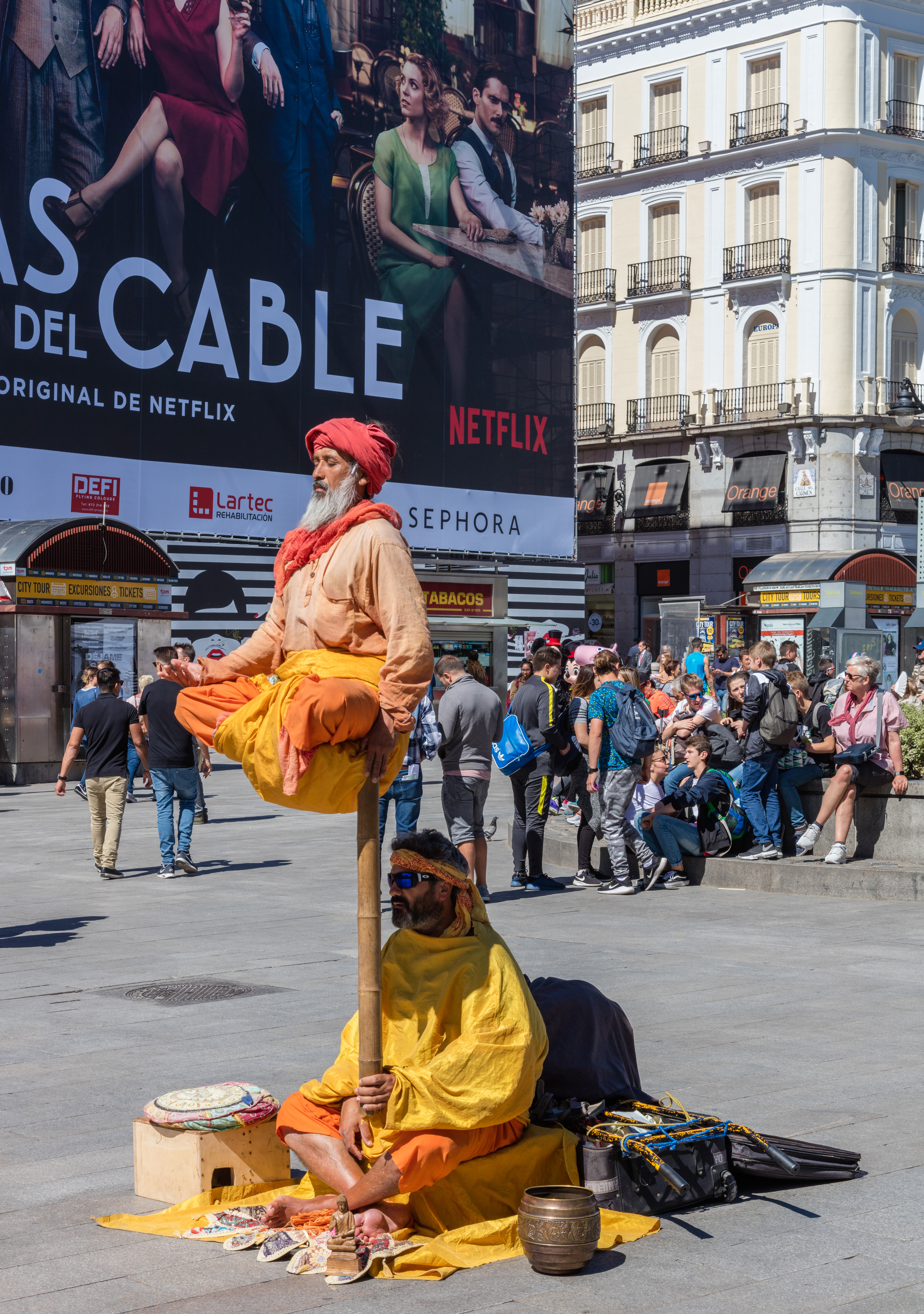
Artistas callejeros en Madrid, España.
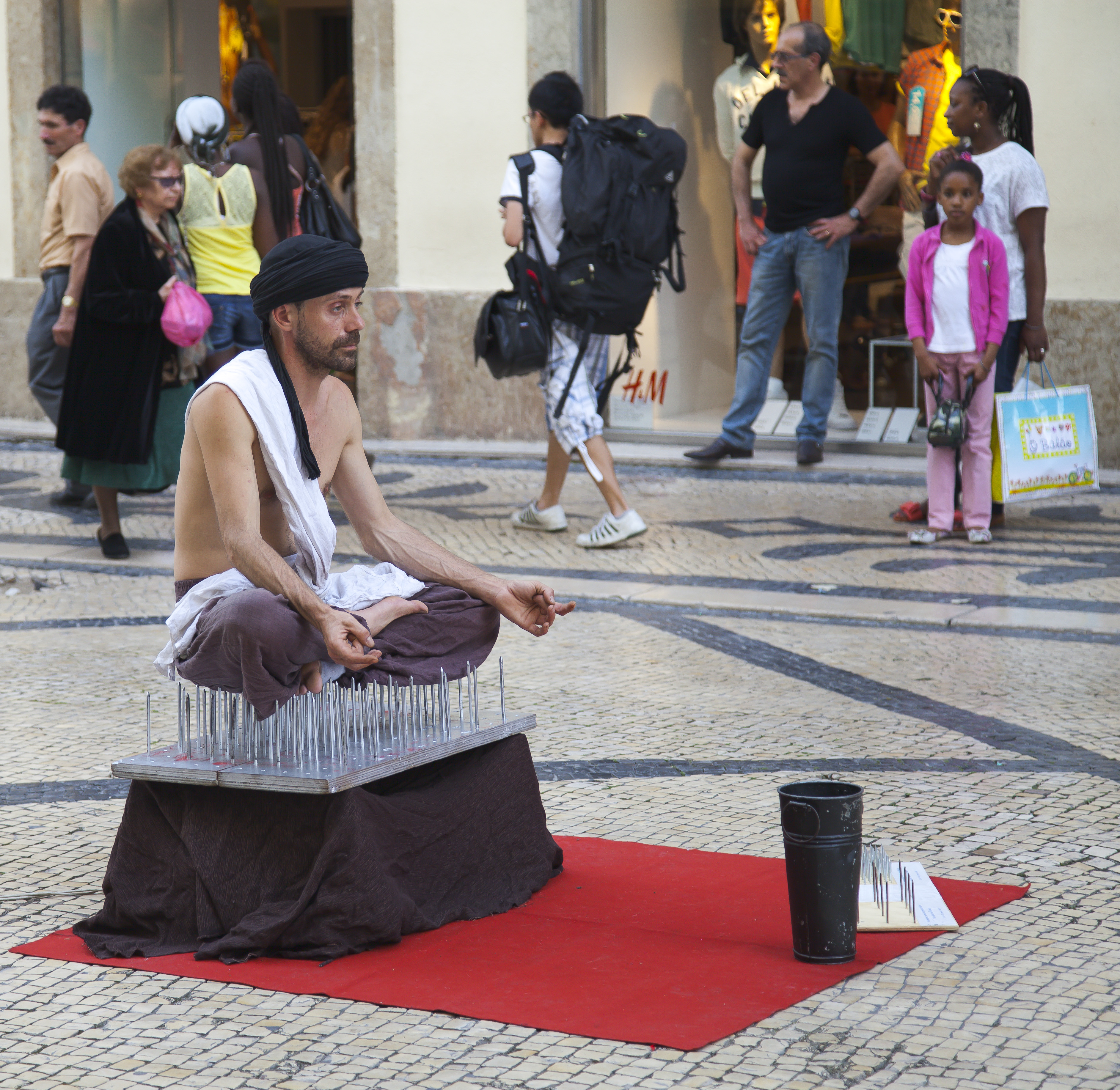
Faquir callejero en Lisboa, Portugal.